# Josh Goldin
Josh Goldin (Highlands Ranch, 31 gennaio 1998) è un ex giocatore di football americano statunitense, che ha giocato come quarterback.
Dopo aver giocato per la squadra universitaria dei Colorado Buffaloes, nel 2021 si trasferisce ai tedeschi Saarland Hurricanes.